# Island Records
Island Records – wytwórnia płytowa założona w 1958 roku na Jamajce przez Brytyjczyków: producenta muzycznego, Chrisa Blackwella oraz inżyniera dźwięku, Graeme’a Goodalla. W 1959 roku wydał pod jej szyldem album Lance’a Haywarda Lance Haywood At The Half Moon Hotel, Montego Bay, którego był również producentem.
W 1962 roku Blackwell przeniósł wytwórnię do Wielkiej Brytanii. Przez wiele lat była to wytwórnia brytyjska do czasu wykupienia jej przez amerykańską Universal Music Group.
Dla Island Records albumy wydali m.in.: Amy Winehouse, Bob Marley, Sabrina Carpenter, Grace Jones, Justin Bieber, Shawn Mendes, Jennifer Lopez, Sugababes, Bon Jovi, Scarlxrd, Fall Out Boy, The Killers, Lionel Richie, U2, Sum 41, Tokio Hotel czy Florence and the Machine.